# 그날 밤
"그날 밤"(The Night)는 대한민국에서 제작된 최기윤 감독의 2014년 단편 영화이다.

## 출연
- 오동민
- 김예은
- 박근록
- 손예원
- 오희준

## 기타
- 촬영/조명: 김민규
- 미술: 김미화
- 스토리보드: 문인수